# Akulleq
Akulleq [aˈkuɬːɜq] (nach alter Rechtschreibung Akugdleĸ) ist eine wüst gefallene grönländische Siedlung im Distrikt Sisimiut in der Qeqqata Kommunia.

## Lage
Akulleq liegt an der Südküste des gleichnamigen Fjords, der die Mitte der drei Fjordarme des Ikertooq bildet. Der nächstgelegene Ort ist Sarfannguit 20 km westlich.

## Geschichte
Akulleq bestand 1918 nur aus einem einzelnen Haus, in dem 16 Menschen wohnten. Akulleq war nah mit dem vier Kilometer südwestlich liegenden Saqqarliit verknüpft und es gab keine weitere Infrastruktur vor Ort. Es ist unbekannt, wann Akulleq aufgegeben wurde, allerdings wurde Saqqarliit 1961 verlassen.